# Las Olièras
Las Olièras (en francès Les Ollières-sur-Eyrieux) és un municipi francès situat al departament de l'Ardecha i a la regió d'Alvèrnia-Roine-Alps. L'any 2007 tenia 898 habitants.

## Demografia

### Població
El 2007 la població de fet de Les Ollières-sur-Eyrieux era de 898 persones. Hi havia 386 famílies de les quals 114 eren unipersonals (45 homes vivint sols i 69 dones vivint soles), 138 parelles sense fills, 110 parelles amb fills i 24 famílies monoparentals amb fills.
La població ha evolucionat segons el següent gràfic:
Habitants censats

### Habitatges
El 2007 hi havia 661 habitatges, 392 eren l'habitatge principal de la família, 249 eren segones residències i 21 estaven desocupats. 466 eren cases i 84 eren apartaments. Dels 392 habitatges principals, 279 estaven ocupats pels seus propietaris, 103 estaven llogats i ocupats pels llogaters i 10 estaven cedits a títol gratuït; 2 tenien una cambra, 20 en tenien dues, 75 en tenien tres, 129 en tenien quatre i 165 en tenien cinc o més. 256 habitatges disposaven pel capbaix d'una plaça de pàrquing. A 185 habitatges hi havia un automòbil i a 157 n'hi havia dos o més.

### Piràmide de població
La piràmide de població per edats i sexe el 2009 era:
| Homes | Edats   | Dones |
| ----- | ------- | ----- |
| 4     | 95 o +  | 0     |
| 0     | 90 a 94 | 0     |
| 0     | 85 a 89 | 12    |
| 12    | 80 a 84 | 16    |
| 32    | 75 a 79 | 40    |
| 20    | 70 a 74 | 32    |
| 28    | 65 a 69 | 16    |
| 32    | 60 a 64 | 28    |
| 4     | 55 a 59 | 12    |
| 40    | 50 a 54 | 12    |
| 12    | 45 a 49 | 32    |
| 24    | 40 a 44 | 8     |
| 20    | 35 a 39 | 20    |
| 48    | 30 a 34 | 24    |
| 24    | 25 a 29 | 48    |
| 20    | 20 a 24 | 16    |
| 16    | 15 a 19 | 8     |
| 8     | 10 a 14 | 36    |
| 20    | 5 a 9   | 16    |
| 4     | 0 a 4   | 24    |

## Economia
El 2007 la població en edat de treballar era de 534 persones, 371 eren actives i 163 eren inactives. De les 371 persones actives 335 estaven ocupades (184 homes i 151 dones) i 36 estaven aturades (14 homes i 22 dones). De les 163 persones inactives 70 estaven jubilades, 33 estaven estudiant i 60 estaven classificades com a «altres inactius».

### Ingressos
El 2009 a Les Ollières-sur-Eyrieux hi havia 391 unitats fiscals que integraven 883 persones, la mediana anual d'ingressos fiscals per persona era de 16.538 €.

### Activitats econòmiques
Dels 68 establiments que hi havia el 2007, 5 eren d'empreses extractives, 1 d'una empresa alimentària, 1 d'una empresa de fabricació de material elèctric, 4 d'empreses de fabricació d'altres productes industrials, 13 d'empreses de construcció, 16 d'empreses de comerç i reparació d'automòbils, 5 d'empreses de transport, 4 d'empreses d'hostatgeria i restauració, 3 d'empreses d'informació i comunicació, 2 d'empreses immobiliàries, 6 d'empreses de serveis, 5 d'entitats de l'administració pública i 3 d'empreses classificades com a «altres activitats de serveis».
Dels 18 establiments de servei als particulars que hi havia el 2009, 1 era una gendarmeria, 1 oficina de correu, 3 tallers de reparació d'automòbils i de material agrícola, 2 paletes, 2 guixaires pintors, 3 fusteries, 4 electricistes, 1 perruqueria i 1 agència immobiliària.
Dels 9 establiments comercials que hi havia el 2009, 2 eren botiges de menys de 120 m², 1 una botiga de menys de 120 m², 1 una fleca, 1 una peixateria, 1 una botiga de roba, 1 una sabateria, 1 una botiga d'electrodomèstics i 1 una joieria.
L'any 2000 a Les Ollières-sur-Eyrieux hi havia 14 explotacions agrícoles que ocupaven un total de 108 hectàrees.

## Equipaments sanitaris i escolars
L'únic equipament sanitari que hi havia el 2009 era una farmàcia.
El 2009 hi havia una escola elemental.

## Poblacions més properes
El següent diagrama mostra les poblacions més properes.